# 유니박

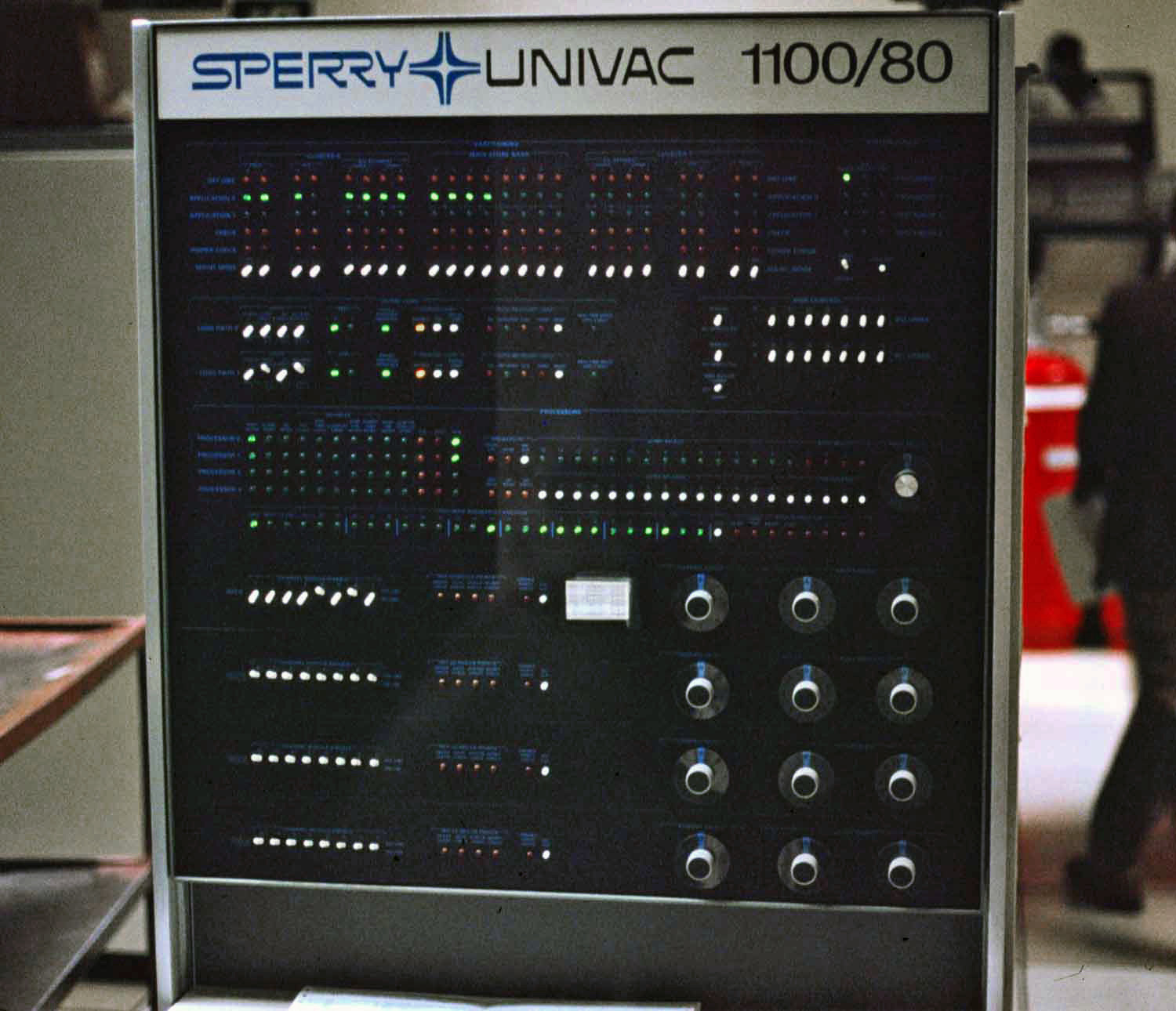
유니박 1100/80

유니박(UNIVAC, UNIVersal Automatic Computer)은 EMCC(Eckert–Mauchly Computer Corporation)의 제품을 기점으로, 전자 디지털로 저장되는 프로그램 컴퓨터 계열의 이름이다. 나중에 이 이름은 레밍턴 랜드 회사의 부서와 이를 계승하는 단체들에 적용되었다.
EMCC가 제조한 비낙(BINAC)은 최초의 상업용 일반 목적 컴퓨터였다. 나중에 유니박 1107의 파생작들이 오늘날 유니시스사의 제품으로 계속 출시되고 있다.

## 같이 보기
- 컴퓨터의 역사